# ثقافة البيت

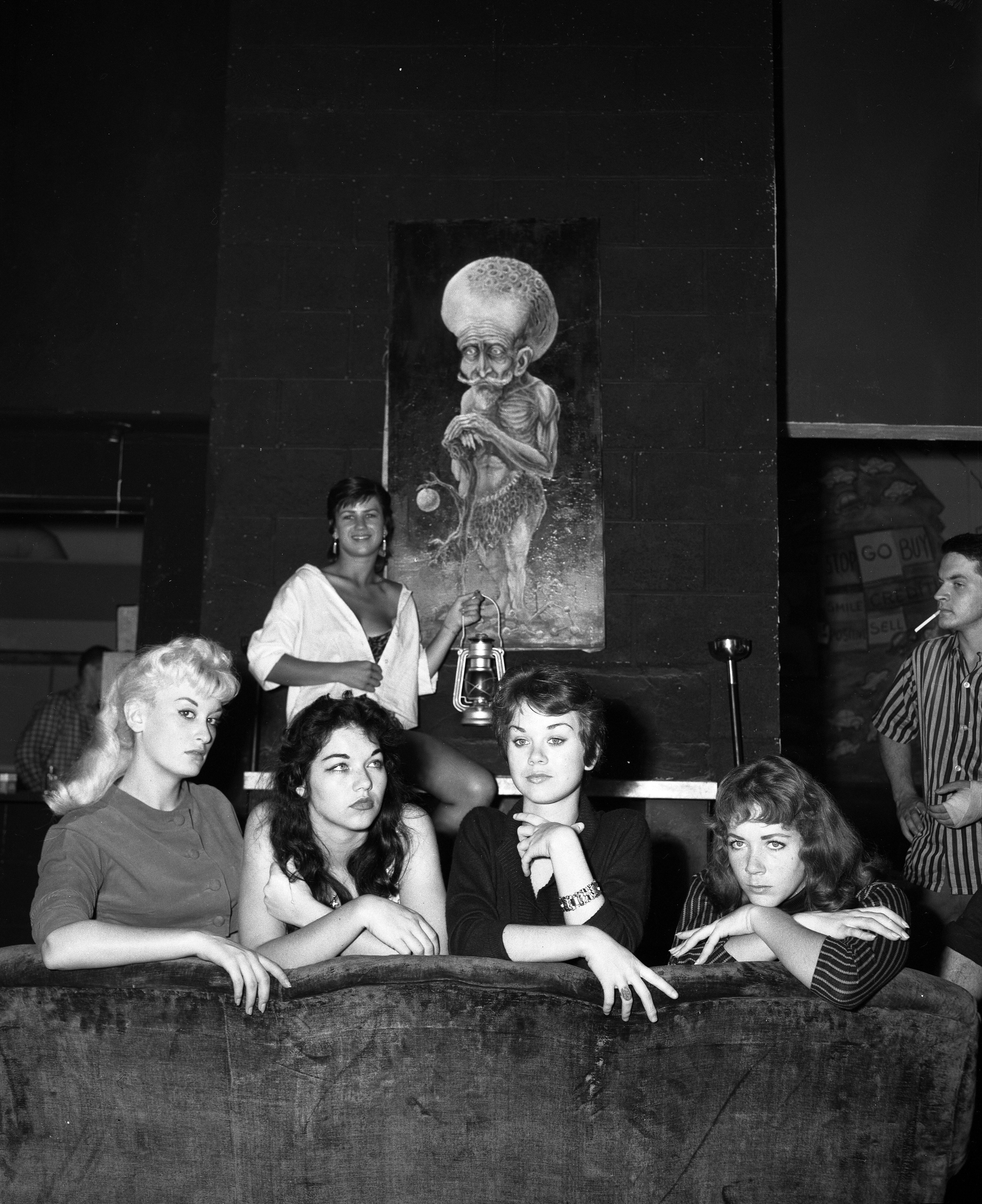

ثقافة البيت (بالإنجليزية: The Beat Culture)‏ باللغة العادية، «بيت» تعني الثقافة، الموقف والأدب، في حين الاستعمال الشائع لكلمة «الشاذ» "beatnik" يظهر في الرسوم المتحركة التي تتميز بالخفة، الالتواء، والعنف في بعض الأحيان، وأيضا شخصيات وسائل الإعلام، وقد أوضح هذا التمييز البروفيسور "Ray carney" من جامعة بوسطن وهو رائد ثقافة البيت في لقاء له في متحف «ويتني» سنة 1995 بعنوان «الفيلم في حركة البيت».
تمثل ثقافة البيت في معظمها موقف سلبي أكثر منه إيجابي، لأنها كانت تميزها أكثر نوع من الغموض الثقافي، تشرد عاطفي وعدم الرضا وتوق على هدف محدد أو برنامج.
«هورب كيان» الذي هو كاتب من سان فرانسيسكو صاغ هذه الكلمة، واستعملت بغرض السخرية من القمر الصناعي الروسي حديث الانطلاق والذي كان يهدف لتغطية حياة الشواذ في أمريكا، وقد ساهم الاعلام في توسيع شعبية هذا المفهوم.
قام «دوبيس جليس» بمجلة الحياة و«تشارلس كرالت» ومجموعة من الصحفيين بحصر المفهوم في مجموعة من الظواهر التي تتميز بالسطحية والسخافة والتي ظلت معنا منذ ذلك الحين.
في الحقيقة مفهوم البينيكس «الشواذ» لم يكن له أية علاقة بهذا المعنى وإنما كل هذا كان تحت تأثير وسائل الإعلام فحسب.
فثقافة البيت كانت حالة عقلية وليست مسألة كيفية ارتداء الملابس أو طريقة الكلام، فثقافة البيت أبعد من أن تكون متراصة فقد كانت عبارة عن تغير في حالات ذهنية مختلفة ومتناقضة.
كل الأفلام الفيديوهات التي تم اختيارها لقائمة الفحص كانت مجرد محاولة لتجاوز الكليشيهات والشعارات الثقافية، أيضا الأزياء وطريقة الكلام التي أنسبها الاعلام لظاهرة «البيتنيكس».
منذ 1958 كانت كلمة البيت تستخدم لوصف الحركة الأدبية اللامادية التي بدأت مع «كيرواك» 1948 وامتدت حتى الستينات، الموسيقيون التاريخيون يرون أن هذه الثقافة التي تتميز بالبحث الروحي قد أثرت في العديد من الموسيقيين مثل «بوب ديلان» «بينك فلويد» و«بيتلز»، وأيضا أثرت بالشعراء مثل الشاعر ألن غينسبرغ القيادي البارز فيها.
عند ظهور هذه الكلمة ظهر هناك اتجاه من طرف الكليات لتبني هذا النمط، كأشخاص يرتدون جلد حيوانات قبعات يدخنون السجائر ويلعبون البانغو، ظهرت كذلك موضة للنساء في ارتداء «ليوتاردس» "leotards"، وجعل الشعر طويل غير مزين وهذا من أجل التمرد على معايير الطبقة الوسطى، أصبحت الماريخوانا مرتبطة بهذه الثقافة الفرعية، كما ساهم أيضا عمل «ألدوس هكسلي» في كتاب «أبواب الإدراك» "The Doors Perception" قد ساهم في التأثير على النظرة للمخدرات.
وقد كانت «البيت» في معظمها ثقافة مضادة، غير مادية، تشدد على مدى تحسين الحياة الداخلية للإنسان، وتجاوز كل الماديات اتجه بعض كتاب هذه الحركة للديانات الشرقية مثل البوذية والطاوية، تميل إلى أن تكون السياسة الليبيرالية، كما تهدف لمحاربة التمييز العنصري، على الرغم من أن الكثير من الأشخاص التي ارتبطت اسماؤهم بهذه الحركة مثل «ويليام بوروفس» قد اعتنقوا أفكار تحررية ومحافظة أيضا.
الانفتاح على الثقافة والفن الآفرو أمريكي كان ظاهرا في الأدب والموسيقى مثل «الجاز».هناك البعض مثل «كاين» قد ربطوا هذه الحركة بالشيوعية لكن في الحقيقة لم يكن هناك أي رابط بالشيوعية ما عدا في معاداتهم لفلسفة الرأسمالية.

## أفلام الرسوم المتحركة والباروديات
في الرسوم المتحركة عائلة سيمبسون يظهر «نيد فلاندرز» عندما كان طفلا مع أبويه البيتنيكس ونستطيع أن نقول أن العلاقة بين البيتنيكس والرسوم المتحركة قد بدأت سنة 1957.
أطلقت البيتنيكس حركة مناهضة للإنشاء في الخمسينات ومن هنا بدأ الأمريكيون بانتقاد التقاليد، وبدأت المؤسسة الأمريكية للمعايدة بإنشاء نوع جديد من بطاقات المعايدة تحتوي باروديات متمردة، من طرف فنانينبوهيميون في استوديوهات قرية «غرين ويتش» هذه البطاقات الجديدة أنشئت لمساعدة الجيل الجديد على التواصل.
ساهمت شخصية "كينارد كرابس" التي ظهرت على التلفاز ولعب دورها "بوب دنفر" في "دوبي جليس" على تحديد نمط البيتنيكس الذي يختلف على الصور المتمردة التي أظهرها العديد من الممثلين الذين لهم شعبية في منتصف الخمسينات مثل "مارلون براندو" ودجمس دين".